# Assipowitschy
Assipowitschy (belarussisch Асіповічы; russisch Осиповичи Ossipowitschi) ist eine Stadt in der Republik Belarus in der Mahiljouskaja Woblasz mit rund 35.000 Einwohnern.

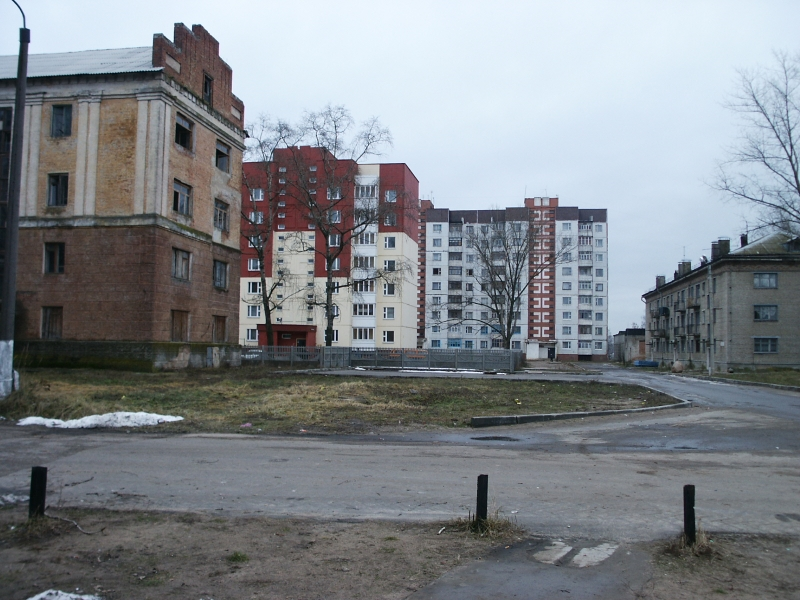
Stadtansicht 2005

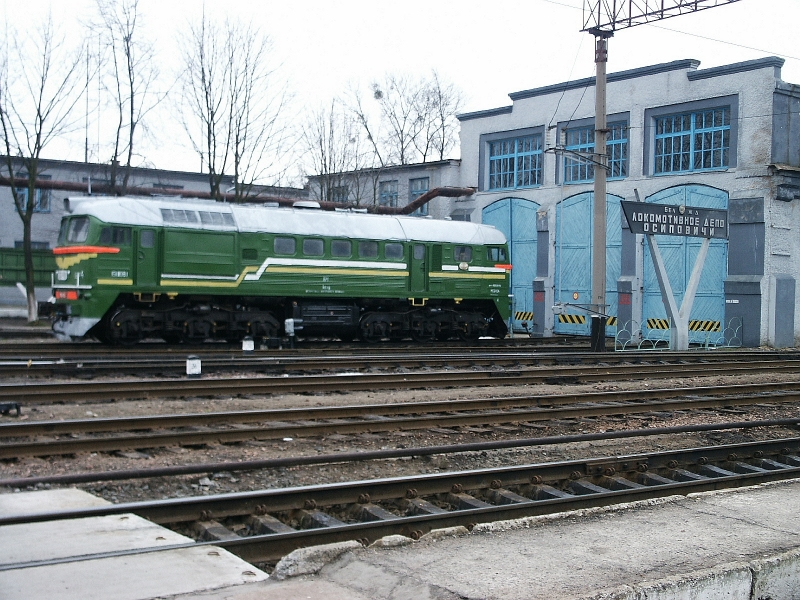
Am Bahnhof 2005

## Geografie
Die Stadt liegt im Zentrum des Landes an der Straße von Minsk nach Homel gut 50 Kilometer nordwestlich von Babrujsk. Nördlich von Assipowitschy verläuft der Fluss Swislatsch, der hier zu einem Stausee erweitert wurde.

## Geschichte
Die Stadt wurde im Jahre 1872 gegründet.

## Wappen
Beschreibung: In Grün ein schwarzgerandeter silberner Balken mit einer schwarzen Lokomotive.

## Verkehr
Assipowitschy liegt an der Hauptverkehrsverbindung sowohl im Schienen- als auch im Straßenverkehr von der Hauptstadt Minsk in den Südosten des Landes nach Babrujsk, Homel und Mahiljou.

## Söhne der Stadt
- Georgi Schpak (* 1943), Offizier
- Anastassija Pusakowa (* 1993), Hindernisläuferin